# Norbert Lossau (Wissenschaftsjournalist)
Norbert Lossau (* 24. August 1959 in Solingen) ist ein deutscher Wissenschaftsjournalist.

## Werdegang
1979 begann er ein Studium der Physik an der Universität zu Köln. Von 1986 an war er als freier Wissenschaftsjournalist für Zeitungen, Zeitschriften und als Buchautor tätig. 1988 bis 1989 war er zudem Mitarbeiter der Wissenschaftsredaktion des WDR-Fernsehens. 1989 promovierte er an der Universität Köln im Bereich der Festkörperphysik.
Seit 1990 ist er Redakteur der Tageszeitung Die Welt, seit 1994 Leiter des dortigen Ressorts für Wissenschaft. Von 1994 bis 2003 war er Vorstandsmitglied der Wissenschafts-Pressekonferenz (WPK), von 1997 bis 2002 Dozent für Wissenschaftsjournalismus an der Humboldt-Universität zu Berlin.
2008 wurde er mit dem Kulturpreis der Eduard-Rhein-Stiftung ausgezeichnet. 2019 zeichnete ihn die Deutsche  Mathematiker-Vereinigung (DMV) mit dem Journalistenpreis für seinen Artikel über Gravitationswellen und die Physikerin Alessandra Buonanno aus, erschienen in der Die Welt am 2. Mai 2019. Am 13. November 2020 hat die Deutsche Physikalische Gesellschaft Norbert Lossau mit der Medaille für naturwissenschaftliche Publizistik ausgezeichnet. Die DPG würdigte ihn und Manfred Lindinger von der Frankfurter Allgemeinen Zeitung als „herausragende Wissenschaftsjournalisten, die seit Jahrzehnten auf höchstem Niveau die Entwicklungen in der Physik einem breiten Publikum nahebringen“.

## Veröffentlichungen
- Zwischenvalenz in ternären Europium-Pnictiden. Dissertation. Universität zu Köln, 1989
- Wenn Computer denken lernen. Neuronale Netzwerke. Ullstein, Frankfurt/Berlin 1992, ISBN 3-550-06802-6
- Röntgen. Eine Entdeckung verändert unser Leben. vgs, Köln 1995, ISBN 3-8025-1305-3
- Feuermondnacht, Thriller, Westkreuz-Verlag, Berlin 2021, ISBN 978-3-944836-53-9